# Jesús Maldonado
Jesús Maldonado Amao (Abancay, 21 de agosto de 1979) es un político peruano. Es el actual alcalde de San Juan de Lurigancho, desde el 1 de enero del 2023. Siendo elegido en las elecciones municipales de 2022 para el periodo 2023 - 2026. Además, fue regidor de San Juan de Lurigancho en dos períodos, una desde el 2007 hasta el 2010, y la otra desde el 2011 hasta el 2014. En esta última renunció, tras las denuncias y evidencias de malversación hacia el burgomaestre, de aquel entonces, Carlos Burgos.

## Biografía
Nació en el distrito de Abancay, perteneciente a la provincia homónima, en el departamento de Apurímac, el 21 de agosto de 1979.
A una edad temprana, llegó a la ciudad de Lima, y estudió en el Colegio El Bosque N.º 1182. Después, termina sus estudios de secundaria en el Colegio Daniel Alomía Robles N.º 113.
Realizó sus estudios de Ciencias Políticas en la Universidad Nacional Federico Villarreal, donde se graduó como politólogo. Luego, realiza estudios de gestión pública en la Pontificia Universidad Católica del Perú. Posteriormente, concluye su maestría de gestión pública en la Universidad Nacional Mayor de San Marcos. Finalmente, en la Universidad de Castilla-La Mancha, realiza y concluye la carrera de Gestión del Desarrollo Regional y Local.

## Labor política

### Regidor de San Juan de Lurigancho
En las elecciones municipales del 2006, resultó elegido como regidor de San Juan de Lurigancho, por el partido Alianza Electoral Unidad Nacional, para el periodo 2007 - 2010. Tiempo después, en las elecciones municipales del 2010, es reelegido para este mismo cargo, mediante el Partido Popular Cristiano, para el periodo 2011 - 2014. Sin embargo, renunció en 2014, tras las denuncias por malversación de fondos al alcalde, de ese entonces, Carlos Burgos.

### Alcalde de San Juan de Lurigancho
Tras su renuncia en 2014 como regidor, en las elecciones municipales del 2018 volvió a la política, como candidato a la alcaldía del distrito de San Juan de Lurigancho por Somos Perú. Finalizando la urnas, Maldonado no obtuvo éxito, siendo derrotado por Álex Gonzáles, quedando así en el segundo lugar.
Tiempo después, Maldonado vuelve en las elecciones parlamentarias de 2020, como candidato al Congreso de la República, también por Somos Perú. Finalizando la urnas, Maldonado tampoco obtuvo éxito, renunciando al partido más tarde, en ese mismo año.
Sin embargo, en 2021, Maldonado volvió a afiliarse a Somos Perú para las elecciones municipales del 2022, apuntándose de nuevo como candidato a la alcaldía del distrito de San Juan de Lurigancho. Donde salió ganador de las elecciones frente a Manuel Ángulo de Renovación Popular, quien terminó en segundo lugar.